# BRAVE HEART (PERSONZの曲)
『BRAVE HEART』（ブレイブ・ハート）は、PERSONZの21曲目のシングルで、PERSONZ初のデジタルシングルである。

## 収録曲
1. BRAVE HEART（作詞：JILL / 作曲：渡邉貢）

| スタブアイコン | サブスタブ | この項目は、まだ閲覧者の調べものの参照としては役立たない、シングルに関連した書きかけの項目です。この項目を加筆・訂正などしてくださる協力者を求めています（P:音楽/PJ:楽曲）。 |